# Cyperus sphaerolepis
Cyperus sphaerolepis är en halvgräsart som beskrevs av Johann Otto Boeckeler. Cyperus sphaerolepis ingår i släktet papyrusar, och familjen halvgräs. Inga underarter finns listade i Catalogue of Life.